# スベンド・ブローダーセン
スベンド・ブローダーセン（Svend Brodersen、1997年3月22日 - ）は、ドイツ・ハンブルク出身のプロサッカー選手。Jリーグ・ファジアーノ岡山所属。ポジションはゴールキーパー（GK）。
実弟のレオナルド・ブローダーセンもサッカー選手。

## 経歴

### クラブ
4歳の頃から地元クラブであるFCザンクトパウリのアカデミーで育つ。2014年、ザンクトパウリⅡに昇格し、2021年までの7シーズンの間にドイツ4部リーグで80試合に出場した。2019年2月8日、2.ブンデスリーガの1.FCケルン戦でトップチームデビューを果たした。
2021年7月5日、J1リーグの横浜FCに完全移籍で加入することが発表された。横浜FC加入後は自身加入までレギュラーを務めた元日本代表の六反勇治から即ポジションを奪いレギュラーに定着。以降もチームの守護神としてゴールを守り、第23節の名古屋グランパス戦で完封勝利を果たし、同年チーム初の連勝に貢献した。その後もビッグセーブでチームを救っていたが、自身の活躍は実らず、チームは最下位でJ2降格となった。
2021年シーズン終了後、ヴィッセル神戸への移籍が報じられたが、12月31日に横浜FCとの契約更新が発表された。
2022年シーズンは正GKとして1年でのJ1昇格に貢献したが、2023年シーズンは8月以降、永井堅梧にポジションを奪われ、チームは18位に終わり、自身2度目となるJ2降格となった。
2024年、ファジアーノ岡山へ完全移籍加入。岡山加入後は自身加入までレギュラーを務めた堀田大暉から即ポジションを奪いレギュラーに定着。岡山のJ1初昇格に貢献した。

### 代表
2017年夏、U-20ドイツ代表の一員として、韓国で開催された2017 FIFA U-20ワールドカップに参加。同大会ではグループステージ2試合と決勝トーナメント1試合に出場した。
2021年夏には東京オリンピックに参加したが、同大会ではフロリアン・ミュラーがレギュラーで起用されたため、出場機会は無かった。

## 人物
親日家であり、横浜FC加入時のコメントでも日本の文化について触れている。日常会話であれば通訳を介さずとも、日本語でやり取りができる。また、メディアのインタビューにも通訳を介さずに日本語で受け答えをしたり、所属チームのSNSなどでも日本語で話したりすることも多い。

## 個人成績
| 国内大会個人成績 | 国内大会個人成績 | 国内大会個人成績 | 国内大会個人成績 | 国内大会個人成績 | 国内大会個人成績 | 国内大会個人成績 | 国内大会個人成績 | 国内大会個人成績 | 国内大会個人成績 | 国内大会個人成績 | 国内大会個人成績 |
| 年度             | クラブ           | 背番号           | リーグ           | リーグ戦         | リーグ戦         | リーグ杯         | リーグ杯         | オープン杯       | オープン杯       | 期間通算         | 期間通算         |
| 年度             | クラブ           | 背番号           | リーグ           | 出場             | 得点             | 出場             | 得点             | 出場             | 得点             | 出場             | 得点             |
| ドイツ           | ドイツ           | ドイツ           | ドイツ           | リーグ戦         | リーグ戦         | リーグ杯         | リーグ杯         | DFBポカール      | DFBポカール      | 期間通算         | 期間通算         |
| ---------------- | ---------------- | ---------------- | ---------------- | ---------------- | ---------------- | ---------------- | ---------------- | ---------------- | ---------------- | ---------------- | ---------------- |
| 2014-15          | ザンクトパウリ   |                  | ブンデス2部      | 0                | 0                | -                | -                | 0                | 0                | 0                | 0                |
| 2015-16          | ザンクトパウリ   |                  | ブンデス2部      | 0                | 0                | -                | -                | 0                | 0                | 0                | 0                |
| 2016-17          | ザンクトパウリ   |                  | ブンデス2部      | 0                | 0                | -                | -                | 0                | 0                | 0                | 0                |
| 2017-18          | ザンクトパウリ   |                  | ブンデス2部      | 0                | 0                | -                | -                | 0                | 0                | 0                | 0                |
| 2018-19          | ザンクトパウリ   |                  | ブンデス2部      | 2                | 0                | -                | -                | 0                | 0                | 2                | 0                |
| 2019-20          | ザンクトパウリ   |                  | ブンデス2部      | 0                | 0                | -                | -                | 0                | 0                | 0                | 0                |
| 2020-21          | ザンクトパウリ   |                  | ブンデス2部      | 4                | 0                | -                | -                | 0                | 0                | 4                | 0                |
| 日本             | 日本             | 日本             | 日本             | リーグ戦         | リーグ戦         | リーグ杯         | リーグ杯         | 天皇杯           | 天皇杯           | 期間通算         | 期間通算         |
| 2021             | 横浜FC           | 49               | J1               | 16               | 0                | 0                | 0                | 0                | 0                | 16               | 0                |
| 2022             | 横浜FC           | 49               | J2               | 35               | 0                | -                | -                | 0                | 0                | 35               | 0                |
| 2023             | 横浜FC           | 49               | J1               | 13               | 0                | 2                | 0                | 0                | 0                | 15               | 0                |
| 2024             | 岡山             | 49               | J2               | 38               | 0                | 0                | 0                | 0                | 0                | 38               | 0                |
| 2025             | 岡山             | 49               | J1               |                  |                  |                  |                  |                  |                  |                  |                  |
| 通算             | ドイツ           | ドイツ           | 2部              | 6                | 0                | -                | -                | 0                | 0                | 6                | 0                |
| 通算             | 日本             | 日本             | J1               | 29               | 0                | 2                | 0                | 0                | 0                | 31               | 0                |
| 通算             | 日本             | 日本             | J2               | 73               | 0                | -                | -                | 0                | 0                | 73               | 0                |
| 総通算           | 総通算           | 総通算           | 総通算           | 108              | 0                | 2                | 0                | 0                | 0                | 110              | 0                |

| 2014-15 | ザンクトパウリII |        | レギオナル | 8  | 0 | 8  | 0 |
| 2015-16 | ザンクトパウリII |        | レギオナル | 26 | 0 | 26 | 0 |
| 2016-17 | ザンクトパウリII |        | レギオナル | 22 | 0 | 22 | 0 |
| 2017-18 | ザンクトパウリII |        | レギオナル | 11 | 0 | 11 | 0 |
| 2018-19 | ザンクトパウリII |        | レギオナル | 8  | 0 | 8  | 0 |
| 2019-20 | ザンクトパウリII |        | レギオナル | 3  | 0 | 3  | 0 |
| 2020-21 | ザンクトパウリII |        | レギオナル | 2  | 0 | 2  | 0 |
| 通算    | ドイツ           | ドイツ | レギオナル | 80 | 0 | 80 | 0 |
| 総通算  | 総通算           | 総通算 | 総通算     | 80 | 0 | 80 | 0 |

## 代表歴

### 出場大会
- U-20ドイツ代表
  - U-20エリートリーグ（2016年）
  - 2017 FIFA U-20ワールドカップ（2017年）
- U-21ドイツ代表
  - UEFA U-21欧州選手権予選（2017年 - 2018年）
- U-24ドイツ代表
  - 東京オリンピック（2021年）

## タイトル

### 個人
- J2リーグ ベストイレブン：1回（2024年）